# Rosenfeld (Beilrode)
Rosenfeld ist ein Ortsteil von Beilrode im Landkreis Nordsachsen im Freistaat Sachsen. Der Ort liegt am rechten Ufer der Elbe an der Landstraße S25 zwischen Torgau und Prettin am Rand der Annaburger Heide.

## Geschichte

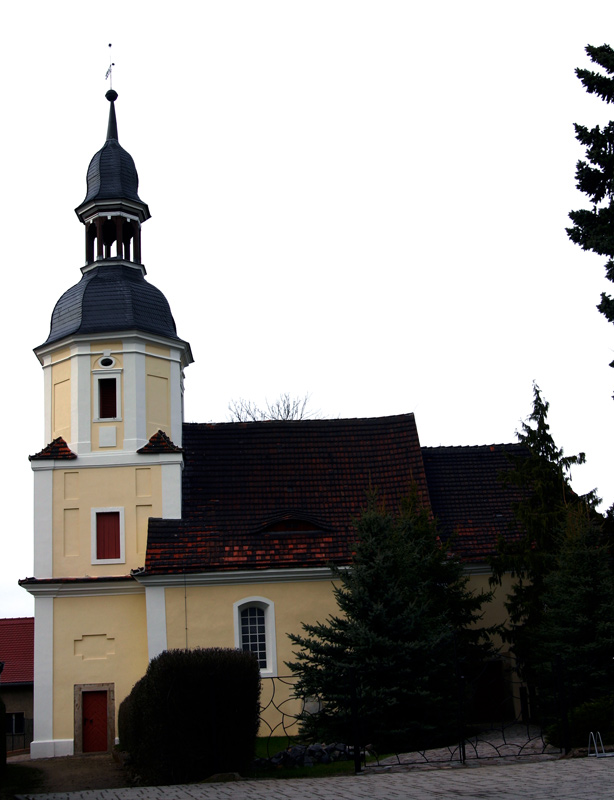
Kirche in Rosenfeld

1251 wird Rosenvelt erstmals erwähnt. Eine Schreibweise des Ortes lautete Rosenfeldt (1550), als das Platzdorf mit Gewannflur zum Amt Schweinitz gehörte.
1550 lebten hier 25 besessene Mann, darunter 13 Anspanner und der Lehnrichter sowie 11 Gärtner, die unmittelbar dem Amt Lochau unterstanden. Die Ortsflur grenzte mit der Annaburger Heide, Zwethau und dem Vorwerk Döhlen, welches 1950 eingemeindet wurde. Zu Rosenfeld gehörte auch die wüste Dorfmark Ragösen, die bis 1849 dem Patrimonialgericht Zwethau unterstand.
Bereits zur Ersterwähnung im 13. Jahrhundert gab es einen Sakralbau im Ort. 1630 wurde die Kirche in Rosenfeld auf den Grundmauern eines Vorgängerbaus neu gebaut. Da die Mittel zum Decken des Turms fehlten, war dieser bereits 1672 wieder baufällig. Erst 1713 entstand er in seiner heutigen Form. Die große, in Torgau gegossene Glocke von 1630 war deshalb zeitweilig nicht nutzbar. Das Geläut mit der im Durchmesser 78 cm messenden Glocke wurde später um eine kleinere mit 47 cm Durchmesser ergänzt.  Der Taufstein ist von 1681. 1911 wurde eine neue Orgel eingebaut. Umfangreichen Außensanierungen sowohl des Turms 1991 als auch des Kirchenschiffs von 1994 bis 1995 folgten Restaurierungen im Innenraum 1999, unter anderem mit der Reparatur der Orgel.
Bis 1815 gehörte Rosenfeld zum Amt Annaburg (vor der Umbenennung „Amt Lochau“). Nach dem Wiener Kongress fiel das Dorf an die preußische Provinz Sachsen, Kreis Torgau.
Rosenfeld war eine Pfarrfiliale von Zwethau und erhielt erst 1816 eine eigene Kirchgemeinde. 1895 befand sich in Rosenfeld die Oberförsterei zur Annaburger Heide.
Von 1945 bis 1952 gehörte Rosenfeld zu Sachsen-Anhalt. Am 20. Juli 1950 wurde die bis dahin eigenständige Gemeinde Döhlen eingegliedert.
1974 wurde das im Kreis Torgau befindliche Rosenfeld nach Zwethau eingemeindet. Ab 1994 war es ein Ortsteil von Großtreben-Zwethau und seit dem 1. Januar 2011 ist Rosenfeld Ortsteil von Beilrode.

## Persönlichkeiten
- Johanna Wanka (* 1951 in Rosenfeld), Politikerin (CDU)